# Бубаке
Бубаке (порт. Bubaque) — один из островов Бижагош в Гвинее-Бисау, а также название его главного города. Является одним из секторов региона Болама. Население острова составляет 6427 человек, в городе Бубаке — 4299 человек (перепись 2009 г.). Площадь острова 75 км2, длина 13,6 км, ширина 8 км.
Остров известен своей дикой природой и густыми лесами. Здесь также находится штаб-квартира заповедника ЮНЕСКО и музей.

## Транспорт
Остров обслуживает аэропорт Бубаке. Еженедельно из порта Бубаке ходит паром в столицу страны Бисау. Всё передвижение на самом острове осуществляется на мотоцикле или пешком.

## Известные люди
- Стефани Герке (р. 1941), немецко-южноафриканская писательница.
- Хувенсио Гомес (р. 1944), борец ПАИГК, а затем мэр Бисау.
- Иносенсио Кани (1938—1973), военный деятель